# متلازمة سقطي-نيهان-تيسديل
متلازمة سقطي-نيهان-تيسديل (بالإنجليزية: Sakati–Nyhan–Tisdale syndrome)‏ أو تسنم الرأس وارتفاق الأصابع العنشي النوع الثالث (بالإنجليزية: acrocephalopolysyndactyly type III)‏ هي مرض وراثي نادر تظهر معه أعراض تشوهات في عظام الساقين ومرض قلبي خلقي وخلل قحفي وجهي.
تنتمي المتلازمة إلى مجموعة من الاضطرابات الوراثية النادرة التي تعرف باسم تسنم الرأس وارتفاق الأصابع العنشي.

## التسمية
تحمل المتلازمة أسماء الدكتورة نادية عوني سقطي وهي سعودية من أصل سوري وطبيبين أمريكيين هما الدكتور ويليام نيهان والدكتور تسيديل حيث كانوا يعملون في قسم طب الأطفال في جامعة كاليفورنيا.
شخص المرض أول مرة عام 1971.

## أعراض المرض
سجلت أول حالة لطفل يبلغ من العمر 8 سنوات، ثم سجلت بعده حالات قليلة جدا. يمكن ملاحظة بعض التشوهات الولادية على المصابين بالمتلازمة، وهذه التشوهات تظهر في الرأس والأطراف والجلد والأذنين والقلب. كما تظهر الإصابة بالتحام عظام الجمجمة المبكر أو ما يعرف بتعظم الدروز الباكر. وكذلك يعاني المصابون من الزرقة وعدوى الجهاز التنفسي. وكل هذه الأعراض تظهر قبل عمر السنة. ثم يتباطأ نمو الجسم وقد يحتاج الطفل إلى المشي باستعمال العكاز في عمر الخمس سنوات. ولا تؤثر المشاكل القحفية الوجهية على ذكاء المريض أو نموه العقلي.
ومن المشاكل التي تظهر مع المتلازمة تسنم الرأس وارتفاق الأصابع في اليد أو القدم (متلازمة أبير).

## الأسباب
لا تعرف أسباب هذه المتلازمة لحد الآن، لكن يعتقد أن السبب طفرات وراثية.